# Poronaj
De Poronaj (Russisch: Поронай, Japans: 幌内川) is de langste rivier van het Russische eiland Sachalin. De naam komt uit het Aino en betekent "grote rivier". In de Japanse periode werd de rivier met het gelijknamige Horonai(-gawa) aangeduid. Ten tijde van het Russische Rijk waren ook de namen Ply Neva (Плый Нева) en Sangisjoe (Сангисю) in gebruik.
De rivier ontspringt op de Nabilskirug van het Oost-Sachalingebergte en stroomt over het zompige Tym-Poronajlaagland om na 350 kilometer uit te stromen in de Terpeniagolf van de Zee van Ochotsk. De riviervallei, met name bij het interfluvium Poronaja in de benedenloop en bij de rivier Olenja, is rijk aan meren. De grootste meren zijn Oejoetnoje, Pika, Koeltsja en Nezametnoje. De Poronaj is rijk aan zalm, die hier kuit schiet.
De rivier kent een gemengde aanvoer. De gemiddelde hellingsgraad bedraagt 0,23%. Het gemiddelde jaarlijkse debiet bij de hydrologische post Krasnooktjabrskoje bedraagt 79 m³/sec en de gemiddelde jaarlijkse afvoer 2,49 km³. In de eerste helft van mei is het waterniveau het hoogst en in de tweede helft van september het laagst. In de tweede helft van november zet meestal de ijsbedekking in en de lentedooi start meestal in de tweede helft van april.
De belangrijkste zijrivieren zijn (lengte in kilometers) aan rechterzijde de Leonidovka (95), Orlovka (83), Onorka (77), Kamenka (Nizjnjaja Matrosovka; 71), Boejoeklinka (63), Jelnaja (61), Longari (55), Severnaja Chandasa (54), Joezjnaja Chandasa (51), Pobedinka (49), Taoelan (41), Toemannaja (34), Daldaganka (31) en de Tajozjnaja (31) en aan linkerzijde de Zjitnitsa (Moejka; 61), Valza (50), Borisovka (38) en de Kresty (36).
Aan de monding ligt de stad Poronajsk. De rivier wordt slechts op een plek overbrugd en wel door een naast elkaar gelegen weg- en spoorbrug tussen de plaatsen Pobedino en Pervomajskoje.